# Михальов Андрій Володимирович
Андрій Володимирович Михальов (1980 — 9 липня 2022, м. Часів Яр, Донецька область) — український військовослужбовець, солдат Збройних сил України, учасник російсько-української війни. Кавалер ордена «За мужність» III ступеня (2023, посмертно).

## Життєпис
Андрій Михальов народився 1980 року.
Проживав у м. Борщів Чортківського району Тернопільської области.
Після мобілізації служив водієм-електриком медичного пункту 2-го стрілецького батальйону військової частини. Загинув 9 липня 2022 року внаслідок ракетного удару в м. Часів Яр на Донеччині.
Похований 16 липня 2022 року в м. Борщів.

## Нагороди
- орден «За мужність» III ступеня (9 січня 2023, посмертно) — за особисту мужність і самовідданість, виявлені у захисті державного суверенітету та територіальної цілісності України, вірність військовій присязі[1].